# 도사잇쿠역
도사잇쿠역(일본어: 土佐一宮駅)은 일본 고치현 고치시에 위치한 시코쿠 여객철도 도산 선의 철도역이다. 역 번호는 D43이며, 2면 2선의 단선 승강장이 변측적으로 설치된 지상역이다. 콘크리트 철도역사 형태의 간이역이다.

## 타는 곳
| 1 · 2 | ■ 도산 선 | (하행) | 고치 · 이노 · 스사키 · 구보카와 방면         |
| 1 · 2 | ■ 도산 선 | (상행) | 도사야마다 · 아와이케다 · 아키 · 나하리 방면 |

## 역 주변
- 고쿠부 강
- 도사 신사

## 역사
- 1925년 12월 5일 : 개업.
- 1970년 10월 1일 : 무인역화.
- 1987년 4월 1일 : 국철 분할 민영화에 의해, 시코쿠 여객철도가 승계.

## 인접 역
| 시코쿠 여객철도 도산 선   | 시코쿠 여객철도 도산 선 | 시코쿠 여객철도 도산 선 |
| ------------------------- | ----------------------- | ----------------------- |
| D 42 누노시다 다도쓰 방면 | 도산 선                 | 아조노 D 44 고치 방면   |